# Angier March Perkins
Angier March Perkins (21 de agosto de 1799 – 22 de abril de 1881) fue un ingeniero estadounidense que trabajó gran parte de su vida en el Reino Unido y que desempeñó un papel fundamental en el desarrollo de las nuevas tecnologías de calefacción centralizada durante el siglo XIX.

## Biografía
Nació en Newburyport, Massachusetts. Fue el segundo de seis niños del matrimonio de Jacob Perkins y Hannah Greenleaf. El nombre de Angier, proviene del cuñado de su padre y amigo íntimo, Angier March. Con tan solo 22 años, Perkins viajó al Reino Unido, siguiendo a su padre Jacob, que se desplazó hasta ese país, para comercializar sus inventos para imprimir billetes.
Más adelante se responsabilizó por el negocio de su padre, y en 1828, a la edad de veintinueve años, lanzó su propia empresa de Ingeniería y Calefacción de Vapor. 
En 1831, a la edad de treinta y dos años, se casó con Julia Georgina Brown, con quien tendría cuatro hijos: 
- Angier Greenleaf Perkins (1832–1871), también ingeniero; [1]
- Loftus Perkins (1834–1891), fue aprendiz de su padre y en 1848 se convierte en socio de la M. Perkins & Son
- Desconocido
- Louisa Jane

Falleció a los 81 años, el 22 de abril de 1881 en su casa familiar en Hampstead. Fue enterrado en el Cementerio de Kensal Green

## Patentes
En 1831, obtuvo la primera de sus patentes para equipos de calefacción. 
Su primer sistema de calefacción con vapor se instaló en 1832 en la casa del Gobernador del Banco de Inglaterra John Horley Palmer, para que pudiera cultivar uvas en el huerto de su finca.

## Honores
- Socio del Instituto de Ingenieros Civiles en 1840.[1]
- Socio de la Royal Society of Arts en 1849.